# Pyroklastiskt material

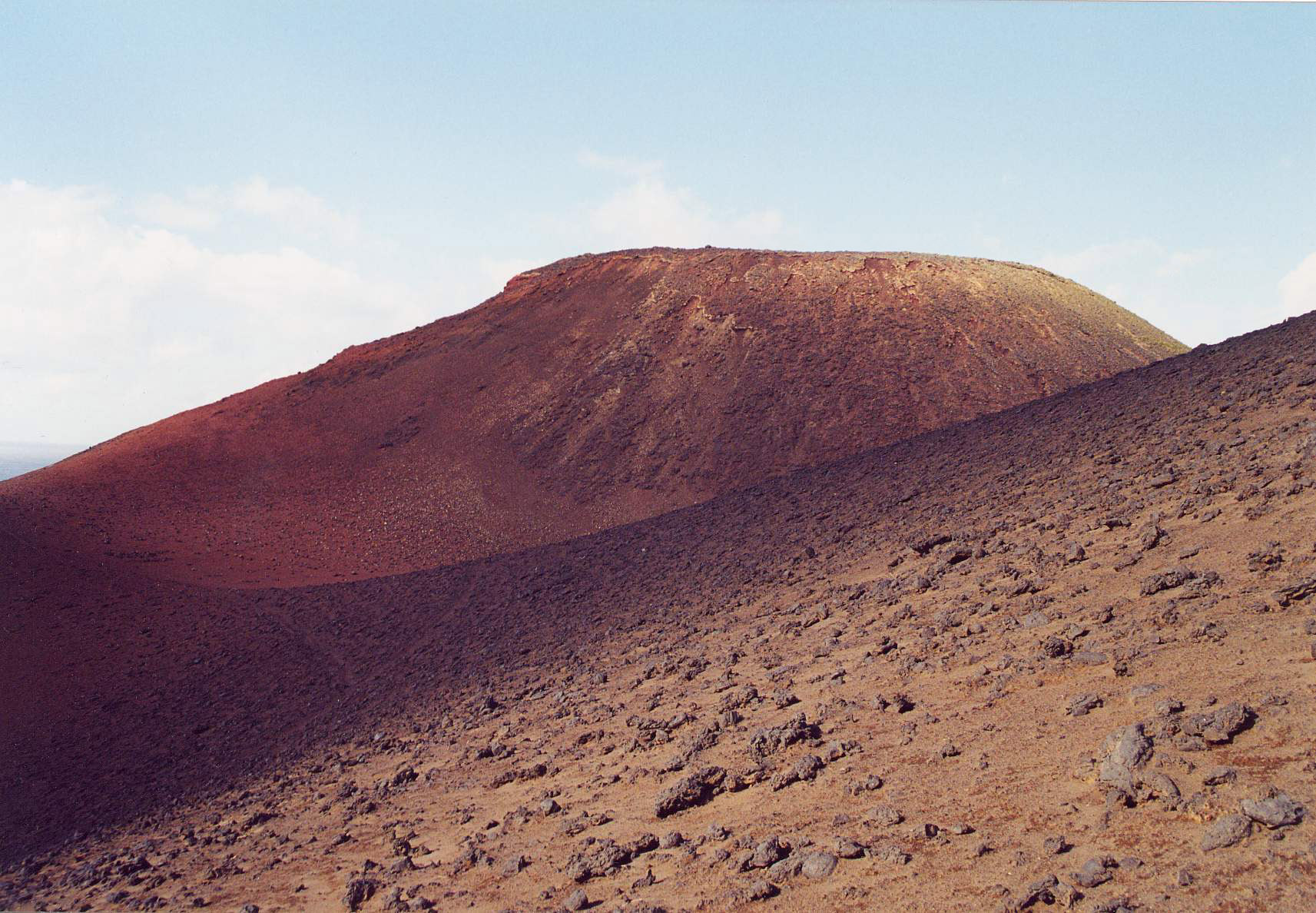
Lavabomber, lapilli och vulkanisk aska på vulkanen Vulcão dos Capelinhos på ön Faial, Azorerna.

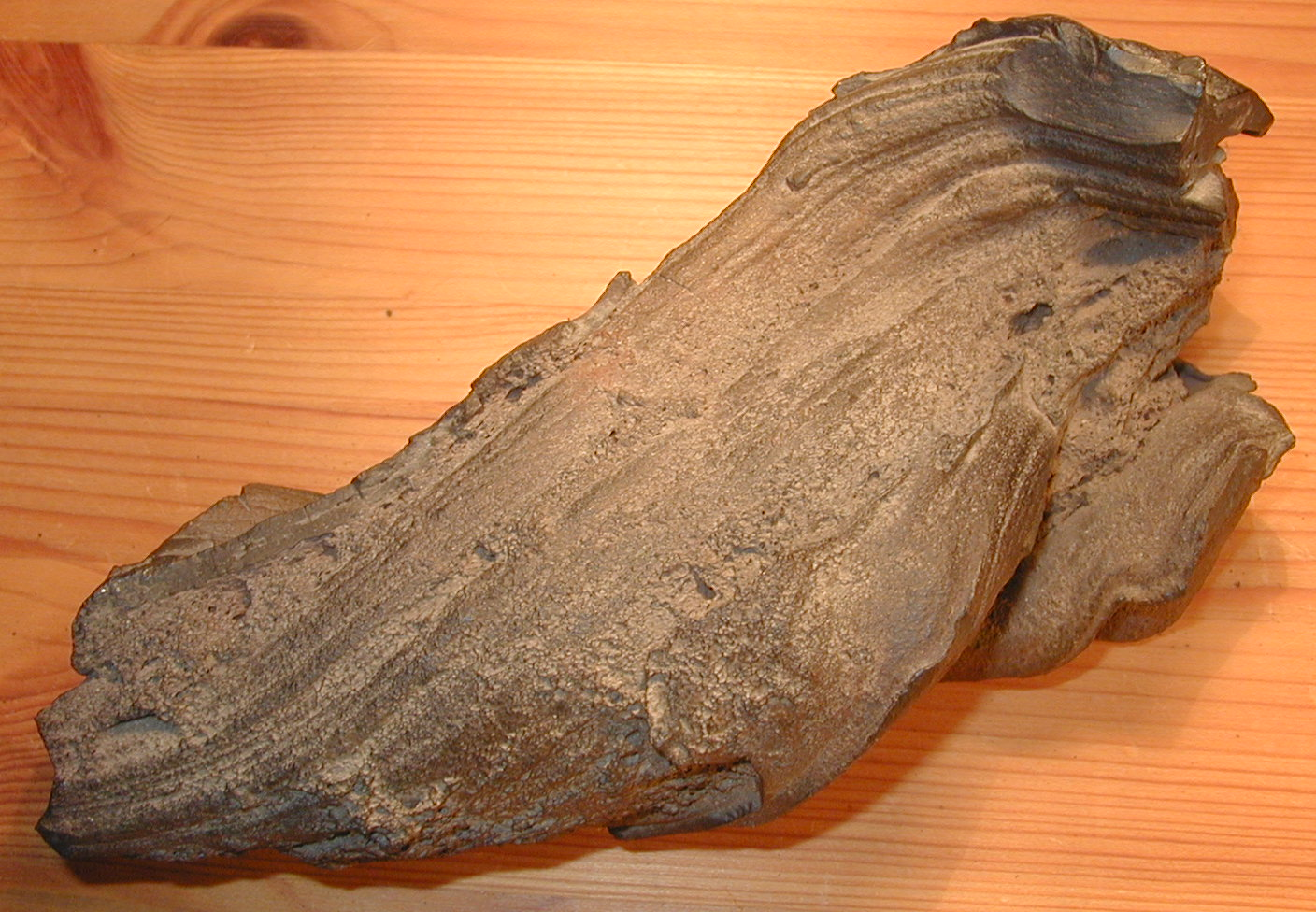
Lavabomb från Hekla på Island, längd 17 cm.

Pyroklastiskt material, pyroklaster (av grekiska: pyro, "eld" och klastos, "sönderbruten"), tefra (av grekiska: tephra, "aska"), luftburna partiklar och block som kastas upp vid vulkanutbrott:
Eftersom de flesta explosiva utbrott är resultatet av viskösa felsiska eller silikatrika magmor har pyroklastiskt material vanligen en ryolitisk sammansättning. Pyroklaster som nått marken kan, om de fortfarande är tillräckligt heta, ombildas till tuff eller någon pyroklastisk bergart.
Vid ett vulkanutbrott transporteras de tyngsta partiklarna kortast sträcka och återfinns därför vanligen närmast utbrottet. Lättare material kan transporteras mycket långa sträckor — upp till tusentals mil — och kan stanna i atmosfären i flera veckor.
Pyroklastiskt material klassificeras efter kornstorlek:
| Vulkanisk aska        | <2 millimeter   |
| Lapilli               | 2–64 millimeter |
| Lavabomber och -block | >64 millimeter. |